# 로봇 명예의 전당

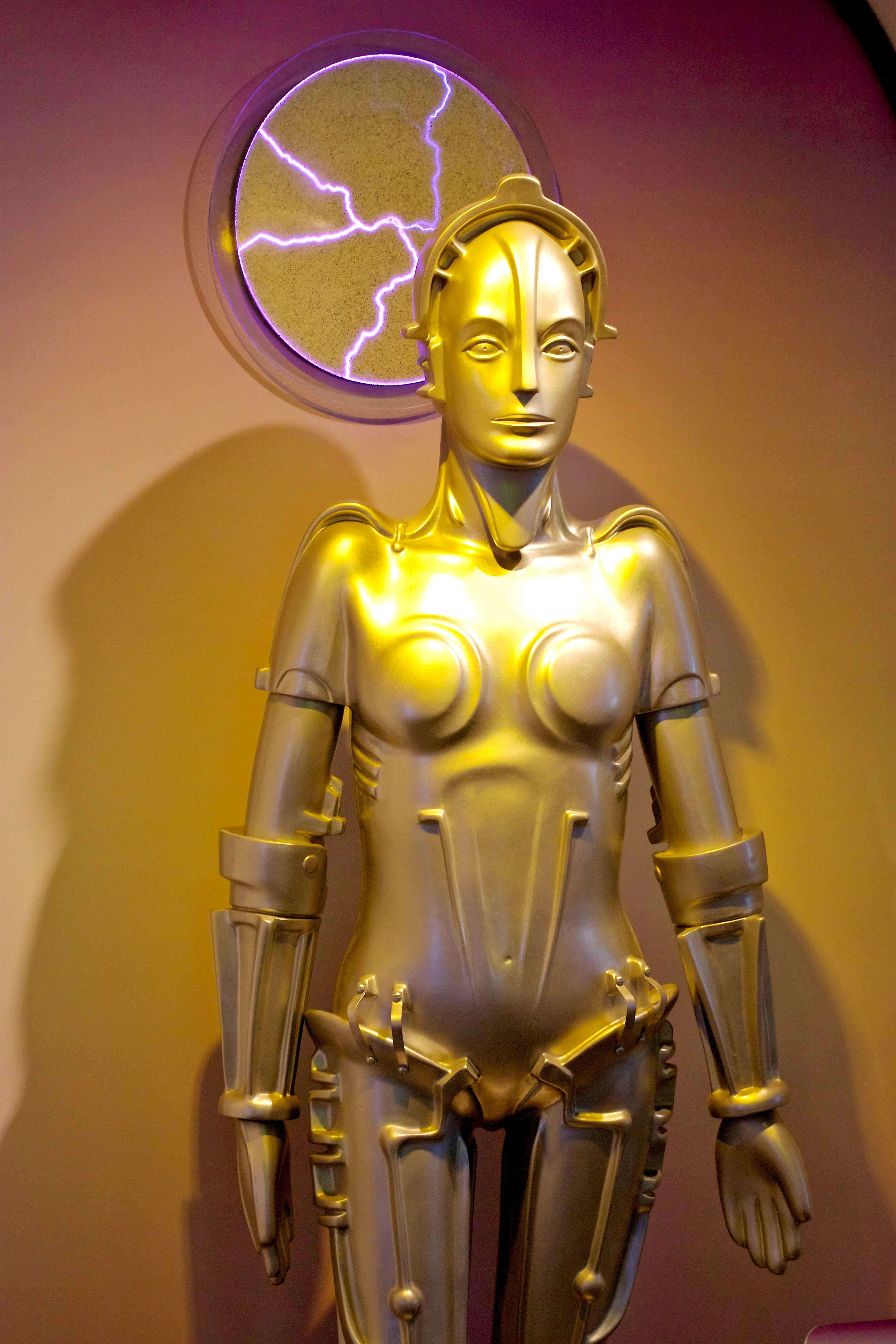
메트로폴리스의 레플리카

로봇 명예의 전당(Robot Hall of Fame)은 다양한 과학 분야와 일반 사회에서 주목할 만한 로봇과 로봇공학 기술의 업적을 기리는 미국 명예의 전당이다. 이 조직은 2003년 펜실베이니아주 피츠버그에 있는 카네기 멜런 대학교 컴퓨터 공학부에서 로봇공학 분야에서 피츠버그의 업적을 인정하고 로봇공학이 사회에 기여하는 바에 대한 폭넓은 인식을 제고하기 위해 설립되었다. 로봇 명예의 전당에 대한 아이디어는 카네기 멜론 컴퓨터공학부 학장 제임스 H. 모리스(James H. Morris)에 의해 고안되었으며, 그는 이를 "로봇과 함께 실제 또는 잠재적으로 유용한 기능을 수행하고 실제 기술을 보여준 로봇"을 기리는 수단으로 설명했다. 재미있는 작품과 소설의 맥락에서 세계적인 명성을 얻은 작품이다. 첫 번째 입회식은 2003년 11월 10일 카네기 과학 센터에서 열렸다. 창립 이래로 실제 로봇과 가상 로봇 34대가 로봇 명예의 전당에 입성했다. 2009년 6월부터 2022년 6월까지 카네기 과학 센터에서 명예의 전당을 물리적으로 구현한 로보월드(Roboworld)라는 전시회가 열렸다. 이제 그 중 일부는 랑가스 자이언트 시네마(Rangos Giant Cinema)의 로비에서 찾을 수 있다.